# Johan Sonneville
Johan Sonneville (Roeselare, 3 november 1941 – Brugge, 1 juni 1995) was een Vlaams schrijver, journalist en uitgever.

## Levensloop
Sonneville volgde de humaniora aan het Sint-Lodewijkscollege in Brugge (retorica 1959). Hij studeerde verder in Leuven (Germaanse filologie), Heidelberg (Deutsche Sprache und Kultur) en Berlijn (Publizistik).
In 1963 werd hij aangeworven als medewerker bij het Brugs weekblad Burgerwelzijn. Hij rapporteerde er over uiteenlopende culturele evenementen, gaande van volksfeesten tot avant-gardetentoonstellingen. Jazzactiviteiten kregen zijn speciale belangstelling.
In 1964 richtte hij, samen met Jan Verhaert (1927-2011), de uitgeverij De Galge op. In 1965 ontstond ruzie en Sonneville verliet de associatie en stichtte in 1966 de Uitgeverij Sonneville. Op de Antwerpse Boekenbeurs werd hem de prijs van het beste literair debuut verleend, voor zijn roman Netsky, die hij met zijn eigen uitgeverij uitbracht. Van 1971 tot 1973 had hij ook een eigen drukkerij. De uitgeverij ging op de klippen in het begin van de jaren tachtig.
Na Netsky heeft Sonneville nog weinig geschreven. Het zakelijk mislukken van zijn uitgeverij oefende op hem een negatieve invloed uit. Het overmatig drankgebruik werkte op zijn gemoedstoestand en toen hij vaststelde dat hij volledig berooid was, stapte hij uit het leven.

## Uitgeverij
- De Galge gaf Galgeboekjes uit, met auteurs zoals Jan Walravens (1920-1965), Julien Weverbergh, Hedwig Speliers en Willy Roggeman.
- Uitgeverij Sonneville publiceerde onder meer Marcel van Maele, Herman J. Claeys, Marcel Weze en Rem Reniers.

## Publicaties
- Logica en elektronische breinen, in: Burgerwelzijn, 6 april 1963.
- Is SF een literair genre? Beschouwing over de sciencefictionBurgerwelzijn, 13 april 1963.
- Amsterdam nu: een heterogene groepstentoonstelling,in: Burgerwelzijn, 13 juli 1963.
- Ontdekking van een natuurelement. De Meulemeester in Salon Marcaine,in: Burgerwelzijn, 26 oktober 1963.
- Sierhuis, Kouwenaar en cool-jazz in het Gulden Vlies, in: Burgerwelzijn, 9 november 1963.
- Kleinkunstavond in het Concertgebouw. Hugo Raspoet en Gerard Vermeersch, in: Burgerwelzijn, 30 november 1963.
- Kunst en experiment in Huidevettershuis, in: Burgerwelzijn, 30 november 1963.
- Arthur Ameel. Talentvol surrealistich schilder uit Sint-Michiels, in: Burgerwelzijn, 21 december 1963.
- Schaduwlopen of spelen met woord en dood. Poëtisch debuut van Jozef Deleu, in: Burgerwelzijn, 28 december 1963.
- Ontgoochelende blokjes, in: Burgerwelzijn, 4 januari 1964.
- Netsky, roman, Uitg. Sonneville, 1969.